# Авґуст Альквіст
Авґуст Альквіст (швед. Karl August Engelbrekt Ahlqvist; 7 серпня 1826, Куопіо, Північна Савонія, Фінляндія — 20 листопада 1889, Гельсінкі, Фінляндія) — фінський поет, філолог, дослідник фіно-угорських мов, що зробив значний внесок у фіно-угрознавство, а також літературний критик, ректор Імператорського Олександрівського університету (1884—1887).

## Життєпис
Альквіст був позашлюбним сином генерал-ад'ютанта барона Югана Норденстама (пом. 1882) і служниці Марії Августо Альквіст (пом. в 1886). Вихованням Авґуста займався голова Комітету з розподілу землі, віце-суддя Карл Стеніус. Ідейним натхненником Альквіста став Юган Людвіг Рунеберг, від якого він і перейняв свої національно-романтичні погляди.
В молодості Альквіст друкувався в газеті «Сайма», яку очолював Юган-Вільгельм Снелльман; тоді ж він вперше використав свій літературний псевдонім — А. А. (фін. A. Oksanen). У 1847 разом з Даніелем Європеусом і Пааво Тікканеном заснував газету «Суометар» (фін. Suometar).
У 1854–1859 здійснив ряд експедицій в губернії Російської імперії, населені фіно-угорськими народами . Так, в травні-грудні 1856 він досліджував чувашів Казанської і Буїнської губерній, зібрав колекції вишитого одягу, прикрас і головних уборів (які нині зберігаються в Національному музеї Фінляндії).
У 1877–1880 відвідав землі хантів і мансі. Опублікував ряд праць про водську, вепську, мордовську, хантийську і мансійську мови, естонську літературу, а також дослідження про спорідненість між фінською і угорською мовами. Також Альквіст написав книгу «Спогади про поїздку в Російську імперію» (фін. Muistelmia matkoilta Venäjällä) і слова до «Саволакської пісні [Архівовано 20 грудня 2019 у Wayback Machine.]» (фін. Savolaisen laulu).
У 1847 отримав ступінь магістра філософії Олександрівського університету, а в 1860 — ступінь доктора філософії.
Почесний член Угорської АН (1859).
У 1863 змінив свого друга Еліаса Леннрута на посаді професора фінської мови Олександрівського університету, пізніше став також канцлером.
Крім того, Альквіст був літературним критиком. Відомо, що він піддав різкій критиці роман Алексіса Ківі «Семеро братів», написавши в рецензії: «наш народ зовсім не такий, які герої цієї книги; спокійний і серйозний народ, що обробив поля Фінляндії, не має нічого спільного з ново-поселенцями Імпіваара»; також він назвав роман «безглуздістю» і «плямою ганьби на фінській літературі». Через цей розгромний відгук Товариство фінської літератури відтермінувало випуск книги на три роки, і вона вийшла в світ тільки у 1873, вже після смерті автора. Фінський письменник Вейо Мері назвав ставлення Альквіста до Ківі «болючим», оскільки той писав епіграми та пародії на письменника навіть після його смерті. Багато хто також вважає, що саме критика Альквіста прискорила кончину Ківі, викликавши у нього глибокі душевні переживання і тим самим остаточно підірвавши його здоров'я.